# Гремячинское сельское поселение (Пермский край)
Гремя́чинское се́льское поселе́ние — бывшее муниципальное образование в составе Осинского района Пермского края.
Административный центр — село Гремяча. Упразднено 11 марта 2019 года путём включения в Осинский городской округ.

## Географическое положение
Поселение расположено на правом берегу реки Тулвы и граничит с Горским сельским поселением, а по реке Тулве граничит с Крыловским сельским поселением и Бардымским районом.
Площадь поселения — 291,75 км².

## Символика
Решением Совета депутатов Гремячинского сельского поселения Осинского района Пермского края № 229 от 18 мая 2012 года «Об утверждении Положений о Гербе и о Флаге Гремячинского сельского поселения» утверждён герб и флаг поселения. Герб внесён в Государственный геральдический регистр РФ под № 7804. Флаг внесён в Государственный геральдический регистр РФ под № 7805.
Описание герба: «В серебряном поле на зелёной земле вишневое дерево с зелеными листьями и червлеными плодами, сопровождаемое слева и справа лазоревыми источниками о трех (ВАРИАНТ: двух) струях: по одному с каждой из сторон».
Описание флага: «Прямоугольное полотнище белого цвета с отношением ширины к длине 2:3, воспроизводящее композицию из герба Гремячинского сельского поселения, выполненную в красном, зелёном и голубом цветах».

## История
Статус и границы сельского поселения были установлены Законом Пермской области от 10 ноября 2004 года № 1717-348 «Об утверждении границ и о наделении статусом муниципальных образований Осинского района Пермской области».

## Население
| 2010 | 2012  | 2013  | 2014  | 2015  | 2016  | 2017  |
| ---- | ----- | ----- | ----- | ----- | ----- | ----- |
| 989  | ↗1054 | ↗1058 | ↗1067 | ↘1011 | ↗1015 | ↘1010 |
| 2018 | 2019  |       |       |       |       |       |
| ↘963 | ↘958  |       |       |       |       |       |

По данным переписи 2010 года численность населения составляла 989 человек, в том числе 486 мужчин и 503 женщины.

## Состав сельского поселения
К моменту упразднения в состав Гремячинского сельского поселения входило 14 населённых пунктов.
| №  | Населённый пункт    | Тип населённого пункта       | Население |
| -- | ------------------- | ---------------------------- | --------- |
| 1  | Верхняя Чермода     | деревня                      | 53        |
| 2  | Гремяча             | село, административный центр | 486       |
| 3  | Ирьяк               | деревня                      | 13        |
| 4  | Ключики             | деревня                      | 32        |
| 5  | Мостовая            | деревня                      | 152       |
| 6  | Нижний Чекур        | деревня                      | 0         |
| 7  | Нижняя Чермода      | деревня                      | 143       |
| 8  | Новая Александровка | деревня                      | 11        |
| 9  | Осока               | деревня                      | ↘17       |
| 10 | Песьянка            | деревня                      | 9         |
| 11 | Покровка            | деревня                      | 10        |
| 12 | Потайная            | деревня                      | 1         |
| 13 | Росстани            | деревня                      | →1        |
| 14 | Язлова              | деревня                      | 61        |

Ранее упразднённые населённые пункты
1 июля 2009 года упразднены деревни Тюмис и Усть-Тунтор

## Объекты социальной сферы
Объекты социальной сферы:
- МБОУ «Гремячинская основная общеобразовательная школа»,
- МДОУ «Гремячинский детский сад»,
- МУ «Гремячинский досугово-информационный центр» со структурными подразделениями:
  - дом культуры д. Мостовая,
  - дом культуры с. Гремяча,
  - дом культуры д. Нижняя Чермода
- 2 фельдшерско-акушерских пункта;